# Jessel Lumapas
Jessel Lumapas (* 12. Oktober 2000) ist eine philippinische Leichtathletin, die sich auf den Sprint spezialisiert hat.

## Sportliche Laufbahn
Erste internationale Erfahrungen sammelte Jessel Lumapas im Jahr 2019, als sie bei den Südostasienspielen in Capas in 3:43,41 min die Bronzemedaille mit der philippinischen 4-mal-400-Meter-Staffel hinter den Teams aus Vietnam und Thailand gewann. 2022 belegte sie bei den Südostasienspielen in Hanoi in 58,30 s den siebten Platz im 400-Meter-Lauf und gewann in der Mixed-Staffel über 4-mal 400 Meter in 3:31,53 min die Bronzemedaille hinter den Teams aus Thailand und Vietnam. Dem vietnamesischen wurde die Silbermedaille rückwirkend wieder aberkannt und Lumapas rückte auf den Silberrang vor und verbesserte sich auch im Hürdensprint um einen Rang. Im Jahr darauf gelangte sie bei den Südostasienspielen in Phnom Penh mit 56,41 s auf Rang fünf über 400 Meter und wurde auch mit der 4-mal-100-Meter-Staffel mit 45,17 s Fünfte. Zudem gewann sie mit der Frauenstaffel in 3:37,75 min die Silbermedaille hinter dem vietnamesischen Team und sicherte sich in der Mixed-Staffel in 3:23,67 min die Bronzemedaille hinter Vietnam und Thailand. Anschließend belegte er bei den Asienmeisterschaften in Bangkok in 3:22,53 min den sechsten Platz in der Mixed-Staffel.
2022 wurde Lumapas philippinische Meisterin im 200- und 400-Meter-Lauf.

## Persönliche Bestleistungen
- 200 Meter: 24,92 s (0,0 m/s), 28. April 2022 in Pasig City
- 400 Meter: 56,07 s, 29. April 2022 in Pasig City